# 第一運動公園 (逗子市)
第一運動公園（だいいちうんどうこうえん）は、神奈川県逗子市池子一丁目に位置する公園（地区公園）である。

## 概要
1972年（昭和47年）に一部返還された池子弾薬庫跡に建設された公園で、逗子市内では池子の森自然公園、披露山公園についで3番目に広い公園である。2010年代前半には公園の再整備が実施された（後節参照）。
なお、公園名に「第一」とあるが「第二」以降の運動公園は存在せず、また今後建設される予定もない。
毎年秋に公園全体を使って「逗子市民まつり」が行われる。

## 沿革
1937年（昭和12年）から大日本帝国海軍によって久木北部から池子にかけた一帯が弾薬庫用地として買収され、1938年（昭和13年）に池子倉庫（のちの池子弾薬庫）が設置された。1945年（昭和20年）、敗戦にともない連合国軍に接収され、1952年（昭和27年）の旧安保条約発効によりアメリカ陸軍への提供施設となる。
1967年（昭和42年）、池子接収地一部返還促進市民大会が開催され、1972年（昭和47年）に弾薬庫の管理事務所地区が返還が実現、その地に第一運動公園が建設された。
1978年（昭和53年）10月、公園脇のマイクロ通信施設が返還され、第一運動公園の拡張および道路整備が行われた。

## 施設
有料運動施設（管理：逗子市体育協会）
各施設の利用時間については「有料運動施設紹介ページ」を参照。
- 野球場
天然芝、バックネット裏スタンド（公園管理事務所）、スコアボード、非常時にはヘリポートとして使われる[5]。
- テニスコート
- 弓道場
アーチェリー共用施設
- 屋外プール（オープン期間：夏季7月1日〜9月15日）
幼児用プール、流水プール、25mプール（老朽化によりリニューアル工事が行われていたが、2013年8月9日より再開）

その他の施設
- 体験学習施設スマイル（児童館）
多目的室1・2（アトリエ）
多目的室3（自習室）
多目的室4A（ダンスおよびバンド練習室）
多目的室4B（卓球室）
多目的室5（バスケットボールコート1面）
乳幼児プレイルーム
カフェCHOCOTTO（飲食店、営業時間は11:00～17:00）
- 自由運動広場
- こどもひろば
築山、鉄棒、ジャングルジムなど
- 小山の遊び場
すべり台、砂場
- ジョギングコース（700メートル）
- 日時計広場
かげぼうし日時計
- 京急車両
1984年以来、京急旧600系デハ601が京浜急行から譲渡され静態保存されている。露天であるため劣化が激しく、公園の整備直前は荒廃していたが、2014年に保存会が結成され、有志の手で整備が進められている。
- 犬の広場
2007年開設のドッグラン[6]。利用には逗子市役所緑政課に事前登録が必要。

### 隣接施設
- 逗子アリーナ（市立体育館）

## 公園再整備計画
公園施設機能の老朽化が目立ち始めたため公園の全面的な整備が検討され、2010年6月にプロポーザルコンペティションが行われた。
85社の設計事務所の応募、コンペを経て伊藤寛アトリエによる再整備が計画された。保存車の京急旧600系デハ601の改修や防災機能の充実、プールのリニューアル、バリアフリー化などのほか、体験学習施設が新設される。
2011年6月21日、「第一運動公園の再整備に係わる実施計画策定事業予算」が可決され、約10億円の建築費（半分は国庫補助）をかけて、2013年夏に竣工した。